# Corinne Bailey Rae
Corinne Bailey Rae (Leeds, 26. veljače 1979.), britanska pjevačica.
Javnosti se predstavila svojim nevjerojatno uspješnim debitantskim albumom iz veljače 2006. Prema izboru glazbene kritike BBC-a, proglašena je najvećom pjevačkom nadom 2006. godine. Postala je tek četvrta žena u povijesti Ujedinjenog Kraljevstva kojoj je prvi album završio na broju 1.

## Životopis

### Djetinjstvo
Corinne Bailey Rae je rođena 1976. godine u Leedsu (Ujedinjeno Kraljevstvo), kao najstarija od tri kćeri u obitelji. Svoju glazbenu karijeru je započela sviranjem klasične violine, prije nego što je shvatila da je pjevanje više privlači. Evo što ona kaže o svojim pjevačkim početcima: „Počela sam pjevati u mjesnoj crkvi, barem tako mislim, ali su ljudi vjerojatno mislili da se radi o gospel crkvi zbog, znate, mišljenja ostalih o crnim ljudima i njihovim vjerskim uvjerenjima. Ali, to uopće nije bila gospel crkva, već obična bratska crkva s ljudima iz srednjeg sloja društva, gdje bismo se svaki dan okupljali i pjevali u zboru. To je uvijek bio moj najdraži dio službe, pjevanje!“. Corinne se kasnije premjestila u baptističku Crkvu gdje su se pjevale tradicionalne pjesme i/ili pjesme koje su približavale čovjeka vjeri i Bogu. Ipak priznaje: „Malo smo mijenjali riječi pjesama, ali nismo htjeli uvrijediti ostale vjernike.“

### Grupa Helen
Corinne je u djetinjstvu pjevala u strogo ograničenim vjerskim horizontima i kaže da je već tada bila voljela glazbu. Ta ljubav je dodatno učvršćena kada je dobila električnu gitaru na dar od jednog čovjeka oduševljenog njenim pjevanjem. Tijekom odrastanja počela je slušati kultnu rock grupu Led Zeppelin. O tome kaže: „Obožavala sam tu grupu. I ja sam htjela slijediti njihove stope i kreirati vlastitu glazbu.“ Kada je imala 15 godina, došla je vrlo blizu ostvarivanja toga sna. Osnovala je žensku indie grupu Helen koja je svoju glazbu bazirala na ostvarajima Veruca Salt i L7.  Rekla je: „U tim grupama vidjela sam prvi put u životu ženu s gitarom u ruci. Bile su seksi i usput feministice. I ja sam htjela biti poput njih, pjevati u javnosti.“
Grupa Helen je podigla prašinu; u svijetu bijelih muških indie – pjevača, Helen je bila ženska grupa s mješankom kao frontmenom (Corinnein otac je Indijac, a majka bijela Engleskinja). Ime grupe, Helen, također se nije svidjelo konzervativnoj publici. U svoju obranu kaže: „Da, znam! No, imale smo samo 15 godina i u to vrijeme smo mislile da smo pametne pošto je Helen bila bezobrazna i izazovna indie grupa.“ Ipak priznaje: „Danas mi se to baš i ne čini pametnim.“ 
Helen je s grupom Helen otišla u heavy metal vode, no to nije dugo trajalo; basistica je zatrudnjela i Helen se raspala. Otvoreno govori: „Jesam li bila razočarana? Gadljivo! Nisam znala što ću sa sobom nakon raspada grupe!“

### Život na sveučilištu
Nakon razočaranja što se tiče raspada Helen, otišla je studirati na Sveučilište Leeds u Leedsu. Tijekom studentskih godina radila je u jazz klubu. Kada joj je bilo dopušteno da pjeva u jednom jazz sastavu, otkrila je da joj se neizmjerno sviđa i ta vrsta glazbe. U tom sastavu upoznala je Jasona Raea, saksofonista s kojim se vjenčala 2001. Ponosno kaže: „Bila sam Corinne Bailey, pa sam dodala Rae, muževo prezime. Nema crtice, jer tada ne bi bilo otmjeno“, dodaje smijući se.

## Izdanja

### Albumi
| Ime                | Info |
| ------------------ | --- |
| Corinne Bailey Rae | - Datum objave: 24. veljače 2006. (UK), 3. ožujka 2006. (Europa), 18. ožujka 2006. (Australija), 20. lipnja 2006. (Sjeverna Amerika) - Pozicije na ljestvicama: #1 (UK, UK RnB), #2 IRE, #5 Europa, #13 ITA, #18 GER, #21 NED, #26 FRA, #35 POL, #57 AUS - Singlovi: "Like A Star", "Put Your Records On", "Trouble Sleeping", "Like A Star" (Ponovno izdanje) |

### Singlovi
| Singl               | UK  | Europa | Irska | Njemačka | Švicarska | Austrija | Italija | Nizozemska | Novi Zeland | Australija |
| ------------------- | --- | ------ | ----- | -------- | --------- | -------- | ------- | ---------- | ----------- | ---------- |
| Like A Star EP      | #34 |        |       |          |           |          |         |            |             |            |
| Put Your Records On | #2  | #8     | #24   | #91      | #27       | #61      | #19     | #17        | #8          | #30        |
| Trouble Sleeping    |     |        |       |          |           |          |         |            |             |            |

Dodatne informancije za UK:
| Singl               | UK               | UK      | UK         | UK           | UK |
| Singl               | Broj downloadova | Airplay | TV Airplay | RnB Singlovi |    |
| ------------------- | ---------------- | ------- | ---------- | ------------ | -- |
| Like A Star         |                  |         |            |              |    |
| Put Your Records On | #1               | #1      | #14        | #1           |    |
| Trouble Sleeping    |                  |         |            | #29          |    |

- Prazan prostor označava da informacija nije poznata ili da se pjesma još nije pojavila na radiju ili televiziji te države/kontinenta.

## Vanjske poveznice
- Službena web stranica  Arhivirana inačica izvorne stranice od 1. kolovoza 2012. (Wayback Machine)
- Forum  Arhivirana inačica izvorne stranice od 15. svibnja 2006. (Wayback Machine)
- Like A Star - Fansite  Arhivirana inačica izvorne stranice od 15. svibnja 2006. (Wayback Machine)
- Riječi pjesama Corinne Bailey Rae  Arhivirana inačica izvorne stranice od 28. rujna 2007. (Wayback Machine)